# Amira Arras
Amira Arras là một đô thị thuộc tỉnh Mila, Algérie. Dân số thời điểm năm 2002 là 18.722 người.